# 安特·米利西奇
安特·米利西奇（英語：Ante Milicic，1974年4月4日—）是一名澳大利亚足球教練和前职业球员。2024年5月11日出任中国国家女子足球队主教练。

## 个人生活
米利西奇的父親是克罗地亚移民，米利西奇小時候住在悉尼史卓菲。 16岁时，他前往澳大利亚体育学院训练。17岁时米利西奇母亲去世。  